# Charlene Delev
Charlene Delev née le 20 juillet 1989 à Cottbus, est une coureuse cycliste allemande.

## Palmarès sur piste
- 2006
  -  Médaillée de bronze de la vitesse du championnat du monde juniors
- 2007
  -  Médaillée de bronze du sprint du championnat du monde juniors
  - 3e du championnat d'Allemagne du 500 mètres juniors
- 2009
  - 3e du championnat d'Allemagne du keirin
- 2010
  -  Médaillée de bronze du keirin du championnat d'Europe espoirs
  - 3e du championnat d'Allemagne du keirin
- 2011
  - 3e du championnat d'Allemagne de vitesse par équipes
  - 3e du Memorial of Alexander Lesnikov - keirin
  - 3e du Memorial of Alexander Lesnikov - vitesse
- 2012
  -  Championne d'Allemagne d'omnium
  -  Championne d'Allemagne du scratch
  -  Championne d'Allemagne de poursuite par équipes
  - 2e du championnat d'Allemagne de poursuite
  - 3e de Vienne - 3 km
  - 3e de Vienne - scratch
  - 3e de Vienne - course aux points